# Letojanni (stacja kolejowa)
Letojanni (wł. Stazione di Letojanni) – stacja kolejowa w Letojanni, w prowincji Mesyna, w regionie Sycylia, we Włoszech. Stacja znajduje się na linii Mesyna – Syrakuzy.
Według klasyfikacji RFI ma kategorię brązową.

## Linie kolejowe
- Linia Mesyna – Syrakuzy